# Antiguo ayuntamiento de Kensington
El antiguo ayuntamiento de Kensington fue el edificio que albergo el gobierno municipal de Kensington, en High Street. Fue demolido en 1982.

## Historia
Fue encargado para reemplazar el Kensington Vestry Hall de mediados del siglo XIX (situado en Kensington High Street) que había sido diseñado por Benjamin Broadbridge en estilo Tudor para la parroquia de St Mary Abbots Kensington. Después de que el Kensington Vestry Hall se volviera inadecuado para sus necesidades, los líderes cívicos decidieron procurar un nuevo consistorio; el sitio elegido para el nuevo edificio había sido ocupado anteriormente por la Escuela Nacional de Kensington.
El nuevo edificio, que fue diseñado por Robert Walker en estilo italiano, fue construido por Braid and Co. en un sitio adyacente justo al este de la antigua sacristía y se completó en 1880. Su fachada contaba con siete bahías que daban a Kensington High Street; la sección central de tres tramos presentaba una puerta con cerco de piedra y marquesina en la planta baja; había ventanas altas con óculos integrados intercalados con columnas de orden corintio en el primer piso y un gran frontón tallado y un asta de bandera arriba. En 1899 se completó una gran extensión en la parte trasera del edificio, destinada a crear una nueva sala de audiencias y una sala de comités con un diseño de William Weaver, el topógrafo de la sacristía, y William Hunt. Se convirtió en la sede del Royal Borough of Kensington cuando el área obtuvo el estatus de Royal borough en 1901. 
Sir Oswald Mosley, líder del Movimiento de la Unión, pronunció un discurso en 1963. Tras la creación del Royal Borough of Kensington and Chelsea en 1965, el consejo decidió construir instalaciones modernas en el nuevo ayuntamiento de Kensington en Hornton Street. Margaret Thatcher eligió el ayuntamiento para pronunciar su discurso de política exterior " Gran Bretaña despierta ", que criticó a la Unión Soviética por buscar el dominio mundial, en enero de 1976.
Después de que el ayuntamiento se trasladara a Hornton Street en 1977, el antiguo edificio cerró y fue parcialmente demolido siguiendo las instrucciones del líder del ayuntamiento, Nicholas Freeman, "en circunstancias controvertidas" relacionadas con una orden de conservación inminente, en junio de 1982. Aunque la demolición se detuvo temporalmente, en el momento en que sucedió, la fachada principal y el interior estaban tan dañados que lo que quedaba tuvo que ser despejado por completo en 1984. La Comisión Real de Bellas Artes deploró las acciones del consejo como "vandalismo oficial" y la Sociedad de Kensington predijo que el consejo sería "completamente condenado" por sus acciones. Un periodista que escribió en The Times registró que el consejo estaba "profundamente avergonzado por el ejemplo que había dado a otros propietarios de edificios catalogados".